# Neochactas panarei
Espèce
Synonymes
- Broteochactas panarei González-Sponga, 1980

Neochactas panarei est une espèce de scorpions de la famille des Chactidae.

## Distribution
Cette espèce est endémique de l'État de Bolívar au Venezuela. Elle se rencontre vers Cedeño.

## Systématique et taxinomie
Cette espèce a été décrite sous le protonyme Broteochactas panarei par González-Sponga en 1980. Elle est placée dans le genre Neochactas par Soleglad et Fet en 2003.

## Étymologie
Son nom d'espèce lui a été donné en référence aux Panaré.

## Publication originale
- González-Sponga, 1980 : Siete nuevas especies de Chactidae de la region sur de Venezuela (Arachnida: Scorpiones). Monografías científicas Augusto Pi Suñer, Instituto Universitario Pedagógico, vol. 11, p. 3-75.